# Northeastern University

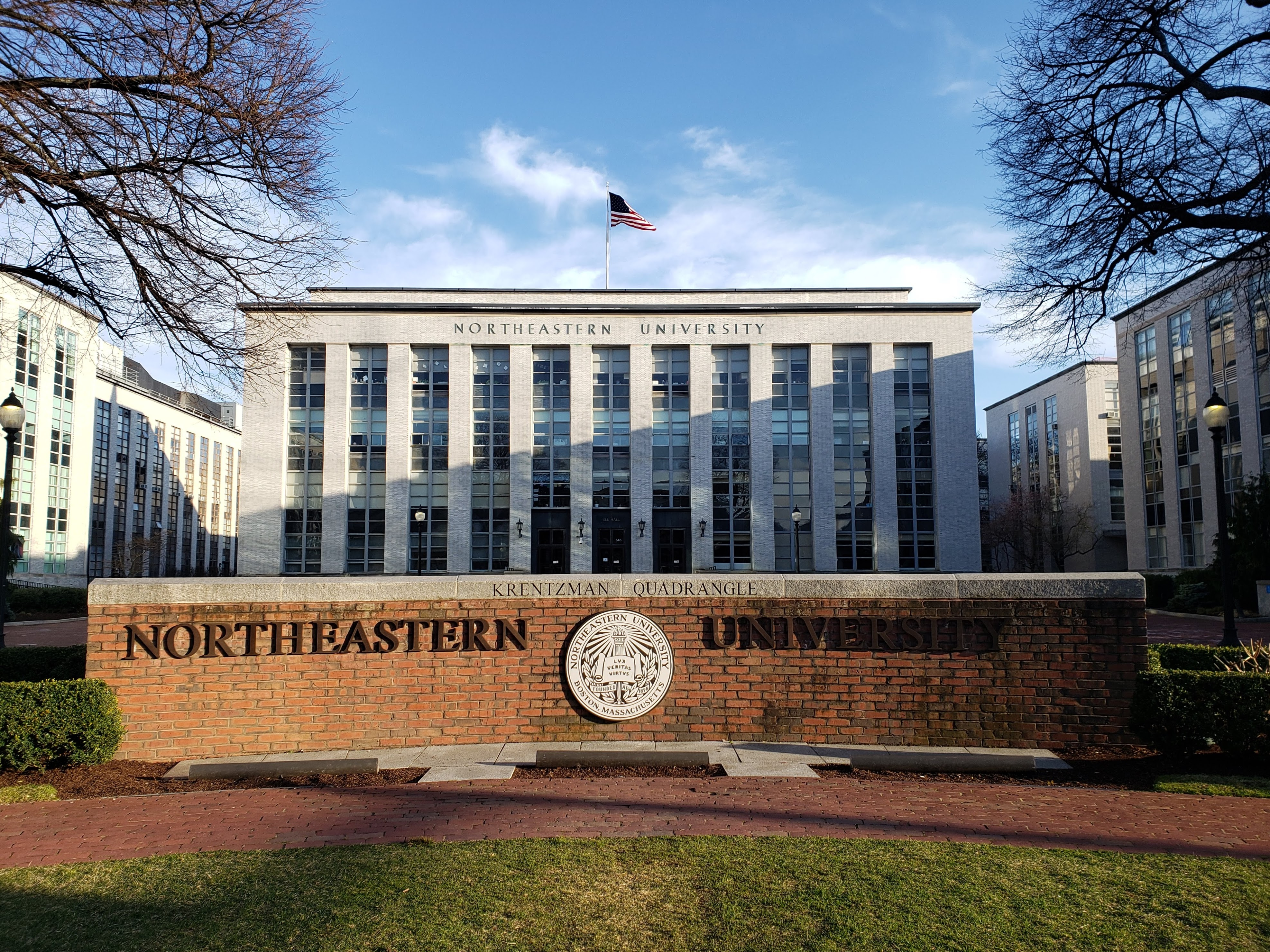
Ell Hall, voltooid in 1947, is een van de oudste gebouwen op de hoofdcampus in Boston

Northeastern University (NU) is een vooraanstaande Amerikaanse private instelling voor wetenschappelijk onderwijs die in 1898 werd opgericht in Boston. De universiteit heeft als motto in het Latijn Lux, Veritas, Virtus; wat zich laat vertalen als Licht, Waarheid en Deugd. Het sportteam van de universiteit heeft de Northeastern Huskies als naam.
Met meer dan 38.000 studenten in 2023 is Northeastern qua inschrijving de grootste universiteit in de staat Massachusetts. De universiteit behoorde in 2020 tot de top 50 van beste universiteiten in de VS. Naast de hoofdcampus in Boston heeft Northeastern ook satellietcampussen in Charlotte, Miami, Seattle, San Jose, Oakland, Burlington, Toronto, Vancouver en Londen. 
De universiteit ontvangt elk jaar onderzoekssubsidies van de National Science Foundation en de National Institutes of Health, evenals van de ministeries van Binnenlandse Veiligheid, Energie en Defensie. 
Opmerkelijke alumni zijn onder meer Challenger-astronaut en ingenieur Gregory Jarvis, talkshowpresentator Wendy Williams en voormalig astronaut en professor Albert Sacco. Nobelprijswinnaar Richard John Roberts was verbonden aan de universiteit als hoogleraar, biochemicus en moleculair bioloog. Napster-oprichter Shawn Fanning studeerde aan Northeastern, maar heeft deze studie niet afgemaakt.